# Kardham Architecture
Kardham Architecture est une agence française d'architecture et d’urbanisme.

## Histoire
Créée en 1993 par les fondateurs, Francis Cardete et Gérard Huet, tous deux diplômés de l'École nationale supérieure d'architecture de Toulouse, l'entreprise Cardete Huet Architectes prolonge l'activité de l'atelier ARCA fondé en 1976.
Le cabinet intègre fin 2014 le groupe Amsycom, devenu Kardham en 2016.
Le pôle architecture est composé des sociétés Kardham Cardete Huet Sud - Ouest (Toulouse), Kardham Cardete Huet Sud - Est (Marseille), Kardham Cardete Huet Architecture (Paris). L'organisation du pôle est présidée par David Habrias. Les trois sociétés constituent l’entité « Architecture » du groupe.
Historiquement installée à Toulouse, l'agence travaille aussi pour des projets à l'étranger,, parfois avec des majors et des confrères. C’est particulièrement dans le secteur aéronautique et aéroportuaire que l’agence Kardham Cardete Huet Architecture se spécialise, en collaborant depuis plus de 20 ans avec des maîtres d’ouvrage comme : Airbus, Aérospatiale, CNES, ADP, ou la CCI de Toulouse.
La question climatique et les enjeux environnementaux orientent les productions de l'agence autour de la qualité environnementale.

## Groupe Kardham
Kardham est le premier groupe indépendant français à intégrer l'ensemble des compétences métiers de la chaîne de valeur de l’immobilier professionnel : conseil, architecture, design d'espaces, ingénierie, digital.
Fondé en 1992, le Groupe accompagne en France, en Europe et en Afrique, les utilisateurs et les grands professionnels dans l’ensemble de leurs réflexions immobilières, depuis la genèse stratégique des projets jusqu’à leur livraison complète.
Kardham rassemble +600 talents aux profils diversifiés (consultants, architectes, ingénieurs, designers, sociologues…) experts de la conduite de projets et de l’accompagnement transversal, avec un savoir-faire garant de la fluidité et de la maîtrise de gestion de projet, associé à l’agilité et la justesse des solutions.

## Kardham Architecture
Créée en 1976, l'agence représente la branche architecture du Groupe Kardham. Installée à Lille, Marseille, Nantes, Paris, Rennes, Strasbourg et Toulouse, elle est classée parmi les 5 principales agences d’architecture françaises). Cette entreprise intervient dans la conception de bâtiments de différentes échelles dans divers secteurs d'activité.
La structure est organisée par compétences structurées autour des programmes :
- Les studios sectoriels (aéroportuaire, sportif, commerce, culture, énergie, éducation, habitat, tertiaire[9], industrie, santé, aéronautique )
- Le studio ingénierie

## Principales réalisations
- 2004 : 
  - Aéroport de Toulouse-Blagnac[10],[11]
  - Halls d’assemblage de l’A380, Blagnac
- 2006 : Centre commercial Leclerc Blagnac
- 2008 : Radisson Blu Hotel, Blagnac
- 2009 : Centre administratif de l’Université de Guyane[12],[13]
- 2010 : Ville verte Mohammed VI, Ben Guerir
- 2011 : Stade MMArena, Le Mans
- 2014 : 
  - Centre commercial Auchan La Seyne sur Mer
  - Hôpital de Cahors
  - Hôpital Pierre-Paul Riquet, CHU de Toulouse
  - Institut universitaire du cancer de Toulouse Oncopole
- 2015 : 
  - Musée Aéronautique Aeroscopia, Blagnac
  - Centre de congrès d’Agen[14]
  - Centre pénitentiaire de Majicavo, Mayotte[15]
  - Site industriel Airbus Helicopters Paris-le-Bourget[16]
  - Stade Bollaert-Delelis Euro 2016, Lens[17],[18],[19]
- 2016 : 
  - Clinique Pasteur, Cardio Center, Toulouse
  - Siège de la Caisse d’Épargne, Bretagne Pays de Loire
  - Stadium de Toulouse Euro 2016[18],[19],[20]
  - Université Toulouse-Jean-Jaurès[21],[22],[23]
- 2017 : 
  - Bureaux Airbus Defence & Space, Toulouse
  - Lycée Nelson Mandela, Pibrac
  - B612 Laboratoire de recherche et développement aéronautique, spatial et systèmes embarqués,Toulouse[24],[25]
  - Bureaux du CNES, Toulouse[26]
  - Pas de Tir Ariane 6, Guyane[27]
- 2018 : 
  - Collège de l'Isle Jourdain
  - B612 Laboratoires R&D Aéronautique, Spatial, Toulouse[28],[29],[30]
  - RTE Base héliportée, Avignon[31],[32],[33]
  - Campus Orange, Balma
  - Centre hospitalier Henri Mondor, Aurillac
  - Clinique Saint-Exupéry, Toulouse[34]
  - Centre hospitalier Agen-Nérac[35]
  - Centre commercial Carrefour Pau-Lescar
  - Caisse d'Epargne Pays de Loire
  - Bueaux Valimmo, Sophia Antipolis, Nice[36]
  - Maison de la Réussite en Licence, Université Paul Sabatier, Toulouse[37]
  - Aéroport de Toulouse-Blagnac[38]
  - NH Hôtel, Toulouse-Blagnac[39]
  - Infrastructures sportives pour le Mondial de football 2026, Candidature du Maroc[40],[41]
- 2022 : Tour Occitanie , Toulouse[42],[43],[44],[45]

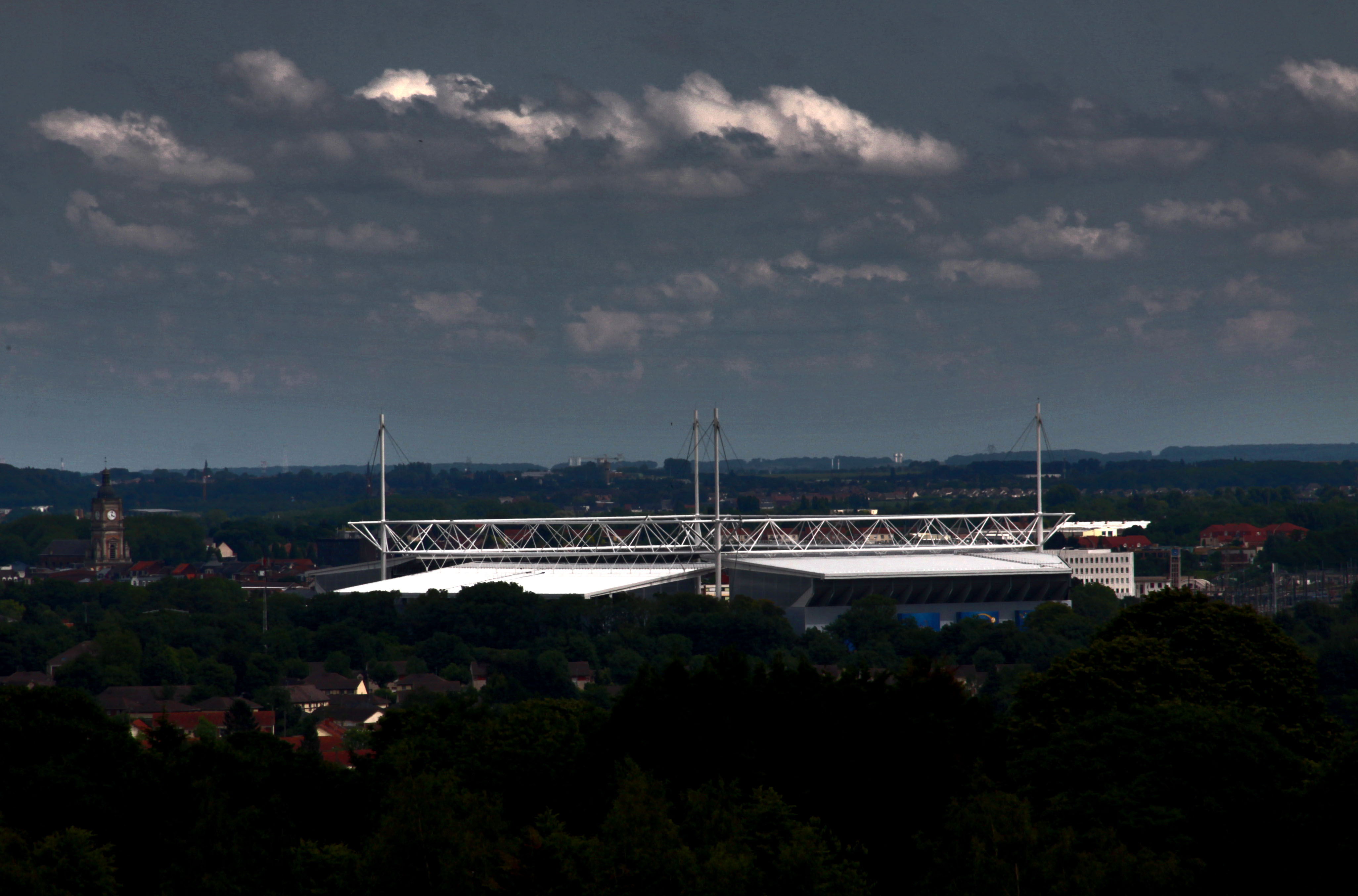
Stade Bollaert de Lens
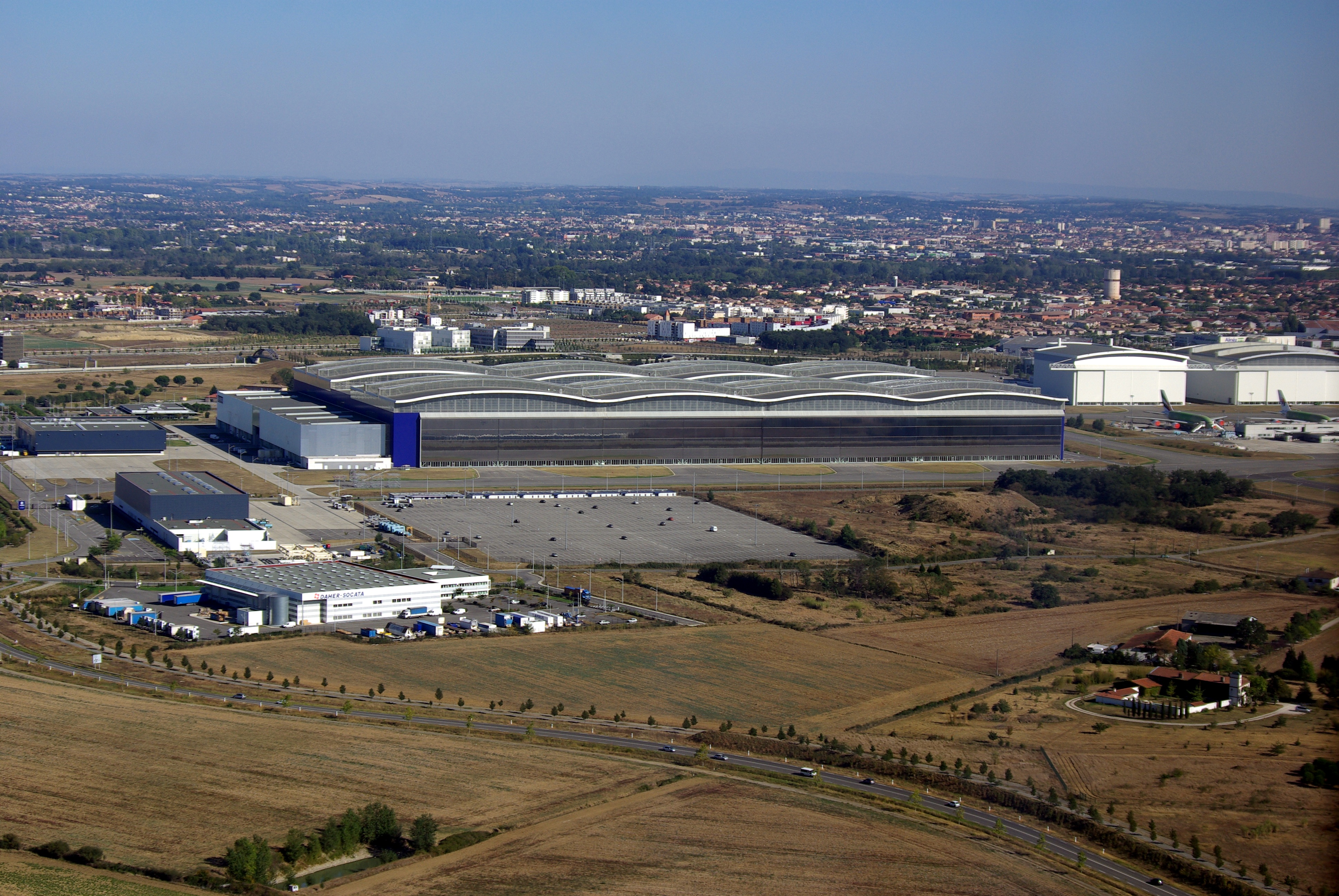
Halls d'assemblage de l'A380
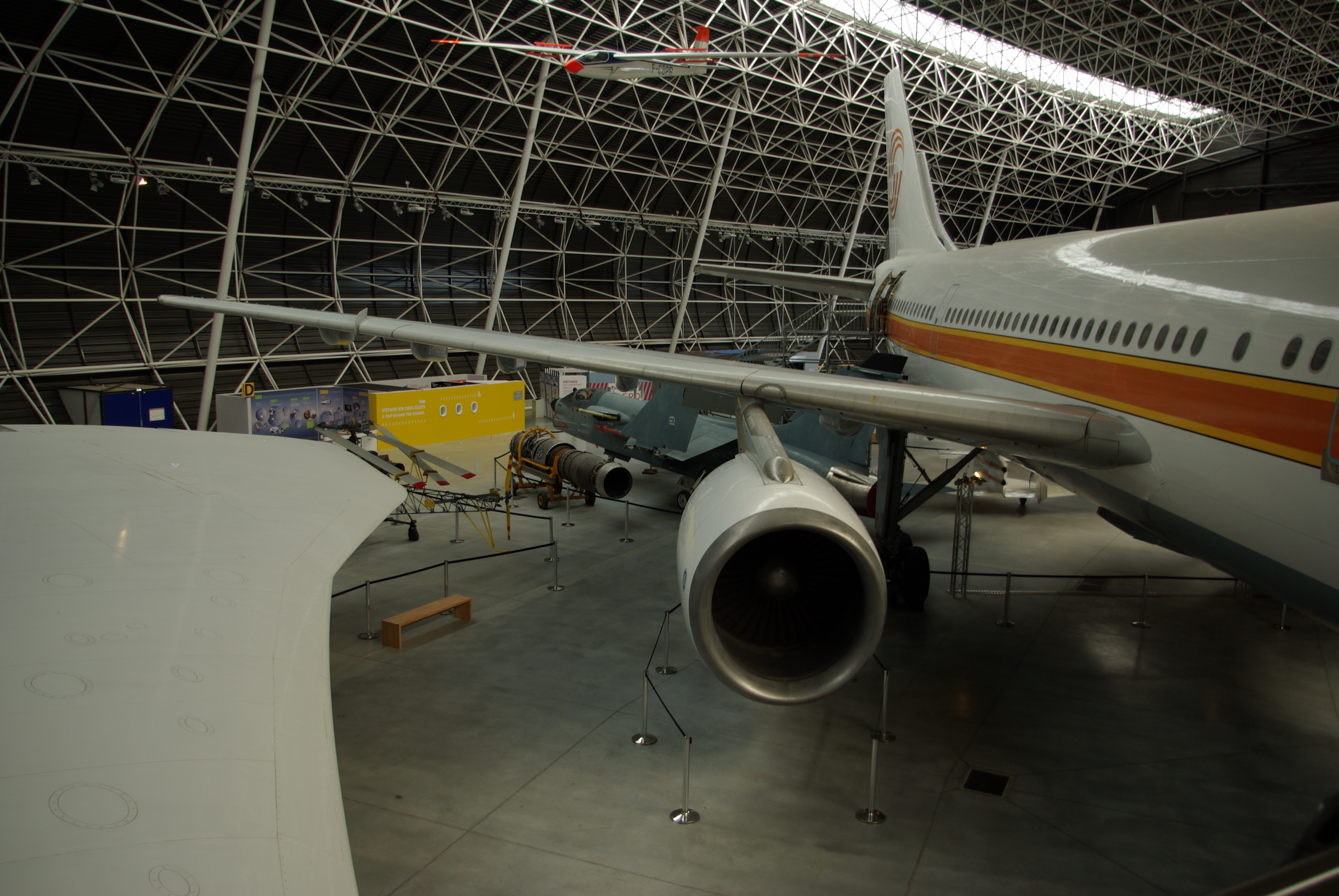
Musée Aéroscopia

## Récompenses et distinctions
- Grands Prix SIMI Catégorie Immeuble Mixte, 2017
- Prix Défis Urbains pour l’Université Toulouse Jean-Jaurès, 2017
- Les Prix des PPP, Prix Belles perspectives, 2017
- Classement dans le Top 10 des agences d’architecture françaises par CA, d'a, 9e, 2016
- Classement dans le Top 20 des agences d’architecture françaises par CA, d'a, 12e, 2015
- Trophée de l’innovation à vocation sociale ou urbaine, Concours Signatures Groupe Arcade, attribué pour l’EHPAD d’Auch, 2014
- Label Grand Paris pour le site d’Airbus Helicopters Paris-le-Bourget, 2012
- Top 20 des agences d’architecture françaises par CA, Moniteur des TP, 2012
- Meilleur Aéroport dans le Classement des 10 grands aéroports français, Skyscanner, 2012
- European Shopping Centre Awards, Commendation, 2011
- Nomination Grands Prix SIMI, immeuble d’activités et recherche, 2011
- Top 20 des agences d’architecture françaises par CA, d'a, 2011
- Palmarès Architecture & Aluminium, catégorie tertiaire, 2007
- Prix des Plus beaux ouvrages en constructions métalliques pour l’usine d’assemblage de l’Airbus A380, 2006
- Médaille d’argent de l’Académie d’architecture, 2006
- Prix Figaro, 7e entreprise la plus performante en Midi-Pyrénées, 2004
- Deuxième mention à l’Équerre d’argent, Groupe Moniteur, 1986

## Publications
: document utilisé comme source pour la rédaction de cet article.
- UIA Public Health Group, « Hospital Outside or Inside walls », 2018
- Archistorm Hors-Série #23, 2016
- Les 101 mots de la lumière dans l’architecture à usage de tous, Collection 101 Mots, Archibooks, 2016
- Aeroscopia Musée Aéronautique, Collection Esprit du Lieu, Archibooks, 2015
- Objectifs 500 000, Groupes de Travail Ministère du Logement, 2013
- « Innovations et tendances en architecture » avec le soutien de l’Académie des Sciences et Belles Lettres, 2012
- AMO M.P « PPP - le rôle et la perception du maître d’œuvre », 2012
- SIMI, « Conception contemporaine des bâtiments industriels », 2011
- MMArena, un stade nouvelle génération, Éditions Textuel, 2011
- Un ouvrage et des hommes : Airbus A380, L’image au pluriel, 2011
- Modernité critique, Éditions de l'Épure, 2010
- Biennale internationale d’architecture à Sao Paulo Brésil, Pavillon français, « Architecture industrielle et grands projets », 2005
- Le nid du géant, site Airbus A380, Agnès Viénot Éditions, 2004
- Modernité assumée, Éditions de l'Épure, 2002